# JABA富山市長旗争奪富山大会
JABA富山市長旗争奪富山大会（JABAとやましちょうきそうだつとやまたいかい）は、富山県富山市で行なわれている日本野球連盟の北信越地区連盟が主催する社会人野球の大会である。

## 概要
北信越・東海地区を中心としたチームがトーナメント戦で優勝を争う。
以前は5月に開催されていたが、2012年から4月に開催している。

## 歴代優勝チーム等
| 年度（回）         | 参加 チーム数      | 優勝チーム         | 決勝戦スコア       | 準優勝チーム                   | 参加チーム | 備考                                                    |
| ------------------ | ------------------ | ------------------ | ------------------ | ------------------------------ | --- | ------------------------------------------------------- |
| 1958年（第1回）    | 7                  | 不二越             | 1-0                | 専売金沢                       | 電電東海、不二越、電電富山、東芝電気、日本カーバイド、専売金沢、北陸銀行 |                                                         |
| 1959年（第2回）    | 8                  | 北陸銀行           | 5-3                | 不二越                         | 不二越、日軽金新潟、電電富山、全日本楽器、日本カーバイド、専売金沢、北陸銀行、全電化 |                                                         |
| 1960年（第3回）    | 8                  | 北陸銀行           | 7-1                | 不二越                         | 北陸銀行、日軽金新潟、電電富山、電電東海、不二越、新潟鉄道局、倉敷レイヨン、ヤシカ |                                                         |
| 1961年（第4回）    | 7                  | 倉敷レイヨン       | 8-6                | 不二越                         | 北陸銀行、河合楽器、倉敷レイヨン、全電化、不二越、長野鉄道局、電電富山 |                                                         |
| 1962年（第5回）    | 10                 | 不二越             | 3-2                | 河合楽器                       | 昭和電工、電電東海、電電富山、不二越、日軽金新潟、倉敷レイヨン、長野電鉄、北陸銀行、日本カーバイド、河合楽器 |                                                         |
| 1963年（第6回）    | 8                  | トウトク           | 4-2                | 北陸銀行                       | 電電富山、金指造船、北陸銀行、国鉄新潟、日本カーバイド、トウトク、不二越、電電東海 |                                                         |
| 1964年（第7回）    | 8                  | ヤシカ             | 8-0                | 静甲いすゞ                     | 不二越、ヤシカ、電電富山、金指造船、日本カーバイド、電電信越、倉敷レイヨン、静甲いすゞ |                                                         |
| 1965年（第8回）    | 7                  | 電気化学           | 3-0                | 金指造船                       | 北陸銀行、電電信越、電気化学、日本カーバイド、金指造船、電電富山、長野電鉄 |                                                         |
| 1966年（第9回）    | 7                  | 金指造船           | 4-1                | 北陸銀行                       | 電気化学、金指造船、電電北陸、長野電鉄、電電富山、長野鉄道管理局、北陸銀行 |                                                         |
| 1967年（第10回）   | 10                 | リッカーミシン     | 4-3                | 浜田産業                       | 日本カーバイド、トヨタ自動車、リッカーミシン、電電信越、金指造船、浜田産業、電電北陸、北陸銀行、電電富山、国鉄新潟 |                                                         |
| 1968年（第11回）   | 10                 | 北陸銀行           | 10-7               | 電電北陸                       | 電電信越、東芝、日本カーバイド、国鉄新潟、電電北陸、北陸銀行、大協石油、静甲いすゞ、電電富山、長野鉄道管理局 |                                                         |
| 1969年（第12回）   | 10                 | 金指造船           | 6-1                | 静甲いすゞ                     | 金指造船、電電北陸、日本コロムビア、北陸銀行、電電信越、日本カーバイド、静甲いすゞ、国鉄新潟、電電富山、東邦ガス |                                                         |
| 1970年（第13回）   | 11                 | 金指造船           | 3-0                | 電電信越                       | 電気化学、電電北陸、北陸銀行、金指造船、日通名古屋、オール東鉄、静甲いすゞ、電電信越、東邦ガス、電電富山、日立化成 |                                                         |
| 1971年（第14回）   | 14                 | 三協精機           | 3-1                | 電電信越                       | 金指造船、三菱自動車川崎、電電信越、北陸銀行、東邦ガス、静甲いすゞ、電電北陸、西川物産、日拓観光、電電富山、三協精機、河合楽器、電気化学、大昭和製紙 |                                                         |
| 1972年（第15回）   | 13                 | 電電信越           | 4-0                | 北陸銀行                       | 三協精機、高崎鉄道管理局、河合楽器、日拓観光、電電北陸、北陸銀行、電電富山、渡辺クラブ、王子製紙春日井、西川物産、三菱自動車川崎、電電信越、日通名古屋 |                                                         |
| 1973年（第16回）   | 13                 | 電電信越           | 8-0                | 新日鉄名古屋                   | 電電信越、川崎製鉄千葉、西川物産、北陸銀行、電電東海、大昭和製紙、電電富山、新津クラブ、日通名古屋、河合楽器、新日鉄名古屋、電電北陸、向山建設 |                                                         |
| 1974年（第17回）   | 13                 | 三協精機           | 4-1                | 電電信越                       | 電電信越、テイアック、辻和京都、北陸銀行、王子製紙春日井、東京ガス、電電富山、サンジルシ醸造、第一紙行京都、しろがね日軽、日本鋼管、三協精機、電電関東 |                                                         |
| 1975年（第18回）   | 11                 | 日本楽器           | 4-3                | 電電富山                       | 北陸銀行、京都信用金庫、電電北陸、明治生命、日本楽器、電電富山、横浜高島屋、王子製紙春日井、KK辻和、西川物産、高崎鉄道管理局 | 新潟代表２チーム不参加                                  |
| 1976年（第19回）   | 13                 | 西川物産           | 1 - 0              | 電電北陸                       | 電電信越、京都市役所、西川物産、北陸銀行、サンジルシ醸造、東芝府中、電電富山、小千谷クラブ、愛知トヨタ、山梨クラブ、横浜高島屋、電電北陸、第一紙行 |                                                         |
| 1977年（第20回）   | 13                 | 三協精機           | 5 - 2              | 電電信越                       | 西川物産、横浜高島屋、電電信越、電電富山、ニチエー、電電東海、電電関東、愛知トヨタ、大丸、北陸銀行、山梨球友クラブ、三協精機、電電北陸 |                                                         |
| 1978年（第21回）   | 13                 | 電電信越           | 10 - 0             | 電電富山                       | 電電信越、千葉鉄道管理局、トヨタ自動車、北陸銀行、京都信用金庫、東海理化、オール櫛形、電電富山、ニチエー、東芝府中、日通名古屋、電電北陸、京都市役所 |                                                         |
| 1979年（第22回）   | 13                 | 大昭和製紙         | 4 - 1              | 日本石油                       | 電電信越、名古屋鉄道管理局、日本石油、東海理化、京都市役所、北陸銀行、電電富山、国鉄新潟、京都信用金庫、電電北陸、新日本製鉄君津、大昭和製紙、日通名古屋 |                                                         |
| 1980年（第23回）   | 13                 | 電電信越           | 5 - 2              | 電電東海                       | 電電信越、全足利クラブ、本田技研鈴鹿、電電富山、第一紙行、東邦ガス、スリーボンド、横浜高島屋、北陸銀行、ニチエー、電電東海、電電北陸、朝日生命 |                                                         |
| 1981年（第24回）   | 13                 | 電電信越           | 14 - 1             | 東邦ガス                       | 電電信越、王子製紙春日井、小西酒造、電電富山、京都市役所、水戸鉄道管理局、北陸銀行、鹿島石油、東邦ガス、国鉄新潟、スリーボンド、関東自動車工業、日通名古屋 |                                                         |
| 1982年（第25回）   | 13                 | 明治生命           | 1 - 0              | 電電信越                       | 電電信越、京都市役所、日通名古屋、北陸銀行、王子製紙春日井、三井銀行、日産ディーゼル、中山製鋼、電電富山、関東自動車工業、東海理化電機、国鉄新潟、明治生命 |                                                         |
| 1983年（第26回）   | 13                 | 河合楽器           | 5 - 1              | 北陸銀行                       | 東海理化、スリーボンド、電電信越、北陸銀行、鹿島石油、電電東海、電電富山、三井銀行、京都市役所、国鉄新潟、中山製鋼、河合楽器、日通名古屋 |                                                         |
| 1984年（第27回）   | 13                 | 電電信越           | 8 - 6              | 本田技研鈴鹿                   | 電電信越、高崎鉄道管理局、西濃運輸、北陸銀行、京都市役所、日通名古屋、国鉄新潟、明治生命、本田技研、ＴＤＫ千曲川、関東自動車工業、電電富山、丸勝 |                                                         |
| 1985年（第28回）   | 13                 | 日本楽器           | 15 - 5             | 北陸銀行                       | 北陸銀行、京都市役所、日通名古屋、ニチエー、トヨタ自動車、大昭和製紙、ＮＴＴ富山、丸勝、ＴＤＫ千曲川、スリーボンド、王子製紙春日井、日本楽器、サンジルシ醸造 |                                                         |
| 1986年（第29回）   | 13                 | 河合楽器           | 7 - 5              | 北陸銀行                       | 北陸銀行、三井銀行、国鉄新潟、大昭和製紙、日通名古屋、ＮＴＴ信越、ＮＴＴ富山、第一紙行、水戸鉄道管理局、ＴＤＫ千曲川、ＮＴＴ東海、河合楽器、サンジルシ醸造 |                                                         |
| 1987年（第30回）   | 14                 | NTT信越            | 6 - 4              | 日本楽器                       | 北陸銀行、第一紙行、大仙、日本楽器、日本アイ・ビー・エム、ニチエー、日通名古屋、ＮＴＴ富山、丸勝、ＴＤＫ千曲川、ＮＴＴ信越、鹿島石油、大昭和製紙、東邦ガス |                                                         |
| 1988年（第31回）   | 13                 | 北陸銀行           | 5 - 4              | 京都信用金庫                   | 北陸銀行、丸勝、日通名古屋、関東自動車、サンジルシ醸造、ＮＴＴ信越、ＮＴＴ富山、ＴＤＫ千曲川、京都信用金庫、ニチエー、三井銀行、河合楽器、大仙 |                                                         |
| 1989年（第32回）   | 13                 | 日本通運名古屋     | 6 - 2              | 大昭和製紙                     | 北陸銀行、東邦ガス、ニチエー、日通名古屋、京都信用金庫、ＮＴＴ信越、ＮＴＴ富山、高島屋、ＴＤＫ千曲川、伏木海陸運送、ＮＴＴ関東、大昭和製紙、東海理化 |                                                         |
| 1990年（第33回）   | 13                 | トヨタ自動車       | 11 - 3             | 王子製紙春日井                 | 伏木海陸運送、高島屋、日通名古屋、北陸銀行、ＴＤＫ千曲川、トヨタ自動車、ＮＴＴ富山、京都市役所、王子製紙春日井、ニチエー、日本通運、ＮＴＴ信越、西濃運輸 |                                                         |
| 1991年（第34回）   | 14                 | NTT北陸            | 12 - 2             | NTT東京                        | ＴＤＫ千曲川、トヨタ自動車、ＮＴＴ東京、伏木海陸運送、第一紙行、北陸銀行、ＪＲ東海、ＮＴＴ富山、三和銀行、サンジルシ醸造、ＮＴＴ信越、日通名古屋、ＮＴＴ北陸、ニチエー | 決勝戦は8回コールド                                     |
| 1992年（第35回）   | 13                 | NTT信越            | 16 - 15            | 北陸銀行                       | 北陸銀行、第一紙行、ＴＤＫ千曲川、ＮＴＴ富山、協和北クラブ、リクルート、伏木海陸運送、昭和コンクリート、ＮＴＴ信越、ニチエー、ヤマハ、日通名古屋、三和銀行 |                                                         |
| 1993年（第36回）   | 13                 | リクルート         | 10 - 3             | 北陸銀行                       | 北陸銀行、第一紙行、昭和コンクリート、ニチエー、東邦ガス、ヤマハ、伏木海陸運送、島津製作所、ＮＴＴ北陸、ＮＴＴ信越、サンジルシ醸造、日通名古屋、リクルート |                                                         |
| 1994年（第37回）   | 12                 | NTT北陸            | 1 - 0              | 小西酒造                       | ニチエー、小西酒造、北陸銀行、伏木海陸運送、一光、日本新薬、日通名古屋、さくら銀行、ＮＴＴ信越、ＴＤＫ千曲川、大仙、ＮＴＴ北陸 |                                                         |
| 1995年（第38回）   | 14                 | 河合楽器           | 11 - 1             | NTT信越                        | 北陸銀行、日産車体京都、大仙、ＴＤＫ千曲川、小西酒造、河合楽器、ＮＴＴ北陸、日本アイ・ビー・エム、日通名古屋、ＮＴＴ信越、トヨタ自動車、伏木海陸運送、ヤマハ発動機誠和クラブ | 決勝戦は7回コールド                                     |
| 1996年（第39回）   | 13                 | 北陸銀行           | 8 - 2              | NTT北陸                        | 北陸銀行、新王子製紙春日井、日産車体京都、ＮＴＴ信越、河上薬品、ローソン、ヤマハ発動機、日通名古屋、河合楽器、ミキハウス、ＮＴＴ北陸、大仙 |                                                         |
| 1997年（第40回）   | 13                 | トヨタ自動車       | 9 - 5              | NTT信越                        | 北陸銀行、河上薬品、ローソン、日本アイ・ビー・エム、日通名古屋、ＮＴＴ信越、ＮＴＴ北陸、トヨタ自動車、ヤマハ、ニチエー、サンジルシ醸造、伏木海陸運送、日産車体京都 | 決勝戦は延長10回                                        |
| 1998年（第41回）   | 13                 | トヨタ自動車       | 9 - 2              | 伏木海陸運送                   | 北陸銀行、河上薬品、朝日生命、河合楽器、日産車体京都、トヨタ自動車、ＮＴＴ北陸、ローソン、日通名古屋、伏木海陸運送、島津製作所、ＴＤＫ千曲川、ヤマハ発動機誠和クラブ |                                                         |
| 1999年（第42回）   | 12                 | ローソン           | 7 - 3              | NTT西日本                      | 北陸銀行、関東自動車、ＮＴＴ西日本、ＴＤＫ千曲川、トヨタ自動車、伏木海陸運送、日産自動車、ルネス学園金沢、ＮＴＴ北陸、ローソン |                                                         |
| 2000年（第43回）   | 12                 | 伏木海陸運送       | 9-７               | 王子製紙春日井                 | ルネス学園金沢、アスピア学園、王子製紙春日井、ＴＤＫ千曲川、サンジルシ醸造、北銀クラブ、ニチエー、東海理化、ローソン、伏木海陸運送、大阪ベーシェンスクラブ |                                                         |
| 2001年（第44回）   | 10                 | 伏木海陸運送       | 12 - 11            | 北銀クラブ                     | ルネス学園金沢、西濃運輸、ＮＴＴ信越クラブ、伏木海陸運送、島津製作所、明治生命、アスピア学園、本田技研鈴鹿、北銀クラブ、東海理化 |                                                         |
| 2002年（第45回）   | 12                 | 三菱重工名古屋     | 10 - 4             | 新日鉄名古屋                   | 長野好球倶楽部、新日本製鉄名古屋、北銀クラブ、ハピネス学園硬式野球クラブ、アスピア学園、伏木海陸運送、三菱重工名古屋、ＮＴＴ信越硬式野球クラブ、フェデックス、東海理化 |                                                         |
| 2003年（第46回）   | 10                 | 東邦ガス           | 8 - 1              | 日本ウェルネススポーツ専門学校 | 伏木海陸運送、ＪＲ東海、ＮＴＴ信越硬式野球クラブ、野田サンダース、東邦ガス、アスピア学園、日本ウェルネススポーツ専門学校、フェデックス、北銀クラブ、東海理化 |                                                         |
| 2004年（第47回）   | 10                 | 東海理化           | 4 - 3              | 三菱重工名古屋                 | 東邦ガス、全播磨硬式野球団、ＮＴＴ信越硬式野球クラブ、バイタルネット、東海理化、伏木海陸運送、日本ウェルネススポーツ専門学校、一光、ＴＤＫ千曲川、三菱重工名古屋 | 決勝戦は延長10回。                                      |
| 2005年（第48回）   | 11                 | ヤマハ             | 5 - 4              | 東海理化                       | 伏木海陸運送、全播磨硬式野球団、ＴＤＫ、三菱重工名古屋、日本ウェルネススポーツ専門学校、ヤマハ、ＮＴＴ信越硬式野球クラブ、東海理化、富山ベースボールクラブ、島津製作所、ウェルネス魚沼                                                                                               | 決勝戦は延長13回。                                      |
| 2006年（第49回）   | 11                 | JR東日本           | 5 - 1              | JR東海                         | 伏木海陸運送、島津製作所、硬式野球クラブ東海ＲＥＸ、フェデックス、日本ウェルネススポーツ専門学校、ＪＲ東日本、履正社学園、東海理化、ＮＴＴ信越硬式野球クラブ、富山ベースボールクラブ、ＪＲ東海                                                                                       |                                                         |
| 2007年（第50回）   | 11                 | 王子製紙           | 4 - 3              | 硬式野球クラブ 東海REX         | 伏木海陸運送、大和高田クラブ、明治安田生命、フェデックス、東海理化、王子製紙、硬式野球クラブ東海ＲＥＸ、日本ウェルネススポーツ専門学校、ＮＴＴ信越硬式野球クラブ、富山ベースボールクラブ、甲賀健康医療専門学校                                                                       |                                                         |
| 2008年（第51回）   | 10                 | 東海理化           | 8 - 1              | 三菱重工名古屋                 | バイタルネット、東海理化、ＮＴＴ信越硬式野球クラブ、富山ベースボールクラブ、履正社学園、伏木海陸運送、島津製作所、三菱重工名古屋、ＴＤＫ千曲川、硬式野球クラブ東海ＲＥＸ | 決勝戦は7回コールド。                                   |
| 2009年（第52回）   | 11                 | 東邦ガス           | 8 - 7              | 硬式野球クラブ 東海REX         | 伏木海陸運送、ＪＰスポーツ専門学校、関西メディカルスポーツ学院、Hard Ball Club金沢、島津製作所、東海ＲＥＸ、東邦ガス、全山梨チーム、富山ベースボールクラブ、福井ミリオンドリームス、バイタルネット                                                                                   | 決勝戦は延長11回。                                      |
| 2010年（第53回）   | 12                 | 三菱重工名古屋     | 2 - 0              | JR東日本                       | 和歌山簑島球友会、伏木海陸運送、日本プロスポーツ専門学校、Hard Ball Club金沢、ＪＲ東日本、ジェイプロジェクト、富山ベースボールクラブ、関西メディカルスポーツ専門学校、明治安田生命、信越硬式野球クラブ、福井ミリオンドリームス、三菱重工名古屋                                       |                                                         |
| 2011年は開催見送り | 2011年は開催見送り | 2011年は開催見送り | 2011年は開催見送り | 2011年は開催見送り             | | 東北地方太平洋沖地震（東日本大震災）の 影響により中止。 |
| 2012年（第54回）   | 11                 | JR東海             | 2 - 1              | セガサミー                     | 伏木海陸運送、ＪＲ新潟、履正社学園、Hard Ball Club金沢、バイタルネット、セガサミー、島津製作所、佐久コスモスターズ、ＪＲ東海、富山ベースボールクラブ、永和商事ウイング | 決勝戦は延長12回。                                      |
| 2013年（第55回）   | 10                 | 三菱重工名古屋     | 8 - 0              | 伏木海陸運送                   | 伏木海陸運送、島津製作所、佐久コスモスターズ、ＪＲ東海、Hard Ball Club金沢、履正社学園、セガサミー、福井ミリオンドリームス、富山ベースボールクラブ、三菱重工名古屋 | 決勝戦は7回コールド。                                   |
| 2014年（第56回）   | 11                 | Honda鈴鹿          | 1 - 0              | 鷺宮製作所                     | 伏木海陸運送、県警桃太郎、Hard Ball Club金沢、千曲川硬式野球クラブ、ＮＯＭＯベースボールクラブ、Ｈｏｎｄａ鈴鹿、福井ミリオンドリームス、鷺宮製作所、永和商事ウイング、富山ベースボールクラブ、佐久コスモスターズ                                                                     |                                                         |
| 2015年（第57回）   | 12                 | ミキハウスREDS     | 3 - 1              | 三菱重工名古屋                 | 伏木海陸運送、日本ウェルネススポーツ大学、Hard Ball Club金沢、千曲川硬式野球クラブ、ＮＯＭＯベースボールクラブ、三菱重工名古屋、富山ベースボールクラブ、佐久コスモスターズ、ヤマハ、福井ミリオンドリームス、ミキハウスＲＥＤＳ、ロキテクノベースボールクラブ                         |                                                         |
| 2016年（第58回）   | 12                 | 三菱重工名古屋     | 5 - 0              | 伏木海陸運送                   | 伏木海陸運送、日本ウェルネススポーツ大学、佐久コスモスターズ、ロキテクノベースボールクラブ、新日鉄住金東海ＲＥＸ、千曲川硬式野球クラブ、富山ベースボールクラブ、Hard Ball Club金沢、甲賀健康医療専門学校、福井ミリオンドリームス、三菱重工名古屋、県警桃太郎                         |                                                         |
| 2017年（第59回）   | 12                 | JR東海             | 5 - 4              | 伏木海陸運送                   | 伏木海陸運送、甲賀健康医療専門学校、佐久コスモスターズ、福井ミリオンドリームス、ジェイプロジェクト、千曲川硬式野球クラブ、富山ベースボールクラブ、Hard Ball Club金沢、日本ウェルネススポーツ大学、ロキテクノベースボールクラブ、ＪＲ東海、関メディベースボール学院                   |                                                         |
| 2018年（第60回）   | 12                 | 三菱重工名古屋     | 9 - 2              | 王子                           | 伏木海陸運送、日本ウェルネススポーツ大学、佐久コスモスターズ硬式野球クラブ、Hard Ball Club金沢、王子、千曲川硬式野球クラブ、福井ミリオンドリームス、富山ベースボールクラブ、兵庫県警硬式野球部県警桃太郎、ロキテクノベースボールクラブ、三菱重工名古屋、ミキハウスベースボールクラブ | 決勝戦は7回コールド。                                   |
| 2019年（第61回）   | 12                 | 伏木海陸運送       | 3 - 2              | ロキテクノベースボールクラブ   | 伏木海陸運送、ルネス紅葉スポーツ柔整専門学校、福井ミリオンドリームス、ＢＡＮＤＯＴＳ ＢＣ、ヤマハ、千曲川硬式野球クラブ、Hard Ball Club金沢、ロキテクノベースボールクラブ、全播磨硬式野球団、日本製鉄東海ＲＥＸ、明治安田生命                                                        |                                                         |
| 2020年             |                    | 大会中止           | 大会中止           | 大会中止                       | | 新型コロナウイルス感染拡大防止のため中止。              |
| 2021年（第62回）   | 13                 | エイジェック       | 3 - 0              | 伏木海陸運送                   | 伏木海陸運送、島津製作所、上田硬式野球倶楽部、愛知ベースボール倶楽部、福井ミリオンドリームス、ＩＭＦＢＡＮＤＩＴＳ富山、ヤマハ発動機野球部、Hard Ball Club金沢、ロキテクノ富山、ルネス紅葉スポーツ柔整専門学校、富山ベースボールクラブ、千曲川硬式野球クラブ、エイジェック           |                                                         |
| 2022年（第63回）   | 13                 | バイタルネット     | 8 - 6              | ロキテクノ富山                 | 伏木海陸運送、ルネス紅葉スポーツ柔整専門学校、千曲川硬式野球クラブ、矢場とんブースターズ、富山ベースボールクラブ、バイタルネット、岐阜硬式野球倶楽部、上田硬式野球倶楽部、ロキテクノ富山、島津製作所、HardBallClub金沢、IMFBANDITS富山、オールフロンティア                           |                                                         |
| 2023年（第64回）   | 12                 | ロキテクノ富山     | 3 - 1              | 千曲川硬式野球クラブ           | 佐久コスモスターズ硬式野球クラブ、ロキテクノ富山、履正社スポーツ専門学校、茨城日産、IMFBANDITS富山、島津製作所、山岸ロジスターズ、伏木海陸運送、上田硬式野球倶楽部、千曲川硬式野球クラブ、HardBallClub金沢、三重高虎Ｂ・Ｃ                                                           |                                                         |
| 2024年（第65回）   | 13                 | 伏木海陸運送       | 9 - 8              | IMFBANDITS富山                 | 千曲川硬式野球クラブ、IMFBANDITS富山、ルネス紅葉スポーツ柔整専門学校、上田硬式野球倶楽部、ロキテクノ富山、ヤマハ発動機野球部、佐久コスモスターズ硬式野球クラブ、伏木海陸運送、ＴＪクラブ、茨城日産、HardBallClub金沢、島津製作所                                                     |                                                         |
| 2025年（第66回）   | 10                 | ロキテクノ富山     | 19 - 1             | JR水戸                         | 三重高虎B・Ｃ、IMFBANDITS富山、島津製作所、ロキテクノ富山、千曲川硬式野球クラブ、ルネス紅葉スポーツ柔整専門学校、伏木海陸運送、ＪＲ水戸、HardBallClub金沢、ジェイグループ | 決勝戦は7回コールド。                                   |